# Radiotelescópio de Arecibo
O Radiotelescópio de Arecibo ou Telescópio de Arecibo ou Observatório de Arecibo era um radiotelescópio refletor esférico de 305 m (1 000 pés) construído em um sumidouro natural no Observatório de Arecibo localizado perto de Arecibo, Porto Rico. Um receptor orientável montado por cabo e vários transmissores de radar para emitir sinais foram montados 150 m (492 pés) acima do prato. Concluído em novembro de 1963, o Telescópio de Arecibo foi o maior telescópio de abertura única do mundo por 53 anos, até ser superado em julho de 2016 pelo Telescópio Esférico de Abertura de Quinhentos metros (FAST) em Guizhou, China.  O observatório fechou as suas portas em 14 de agosto de 2023.
O Telescópio de Arecibo foi usado principalmente para pesquisas em radioastronomia, ciência atmosférica e astronomia de radar, bem como para programas de busca por inteligência extraterrestre (SETI). Cientistas que desejam usar o observatório enviaram propostas que foram avaliadas por árbitros científicos independentes. A NASA também usou o telescópio para programas de detecção de objetos próximos à Terra. O observatório, financiado principalmente pela National Science Foundation (NSF) com apoio parcial da NASA, foi administrado pela Universidade Cornell desde sua conclusão em 1963 até 2011, após o que foi transferido para uma parceria liderada pela SRI International. Em 2018, um consórcio liderado pela University of Central Florida assumiu a operação da instalação.
O design único e futurista do telescópio levou a várias aparições em filmes, jogos e produções de televisão, como para a cena de luta clímax no filme de James Bond GoldenEye (1995). Ele está listado no Registro Nacional de Locais Históricos dos EUA desde 2008. O centro foi nomeado um marco do IEEE em 2001.
Desde 2006, a NSF reduziu seu compromisso de financiamento para o observatório, levando os acadêmicos a exigir apoio financeiro adicional para continuar seus programas. O telescópio foi danificado pelo furacão Maria em 2017 e foi afetado por terremotos em 2019 e 2020. Duas rupturas de cabo, uma em agosto de 2020 e a segunda em novembro de 2020, ameaçaram a integridade estrutural da estrutura de suporte da plataforma suspensa e danificaram a antena. Devido à incerteza sobre a resistência restante dos outros cabos que sustentam a estrutura suspensa e ao risco de colapso devido a novas falhas tornando os reparos perigosos, a NSF anunciou em 19 de novembro de 2020 que o telescópio seria desativado e desmontado, com o rádio telescópio e instalação LIDAR permanecendo operacionais. Antes que pudesse ser desativado, vários dos cabos de suporte restantes sofreram uma falha crítica e a estrutura de suporte, antena e conjunto de cúpula caíram na antena às 7h55, horário local, em 1° de dezembro, 2020, destruindo o telescópio.

## Informações gerais

Comparação dos radiotelescópios Arecibo (topo), FAST (meio) e RATAN-600 (baixo) na mesma escala

A principal estrutura do telescópio tinha a forma de uma calota esférica 1 000 pés (305 m) de diâmetro com um 869 pés (265 m) de raio de curvatura. A superfície da estrutura era feita de 38 778 painéis de alumínio perfurados, cada um com cerca de 3 por 7 pés (1 por 2 m), suportados por uma malha de cabos de aço.
O telescópio tinha três transmissores de radar, com potências isotrópicas irradiadas efetivas (EIRPs) de 22 TW (contínuo) a 2 380 MHz, 3,2 TW (pico de pulso) a 430 MHz, e 200 MW a 47 MHz, também como uma instalação de modificação ionosférica operando em 5,1 e 8 175 MHz.
A estrutura permanecia estacionária, enquanto os receptores e transmissores foram movidos para o ponto focal adequado do telescópio para mirar no alvo desejado. Como um espelho esférico, o foco do refletor está ao longo de uma linha ao invés de em um ponto. Como resultado, alimentações de linha complexas foram implementadas para realizar observações, com cada alimentação de linha cobrindo uma banda de frequência estreita medindo 10-45 MHz. Um número limitado de alimentações de linha pode ser usado a qualquer momento, limitando a flexibilidade do telescópio.

O receptor estava em uma plataforma de 820 toneladas (900 toneladas curtas) suspensa 150 m (492 pés) acima do prato por 18 cabos principais que corriam de três torres de concreto armado (seis cabos por torre), uma de 111 m (365 pés) de altura e as outras duas com 81 m (265 pés) de altura, colocando seus topos na mesma elevação. Cada cabo principal era um feixe de 160 fios de 8 cm (3,1 pol.) De diâmetro, com o feixe pintado e ar seco continuamente soprado para evitar a corrosão devido ao clima tropical úmido. A plataforma tinha uma pista giratória em forma de arco de 93 m (305 pés) de comprimento, carregando as antenas receptoras e refletores secundários e terciários. Isso permitiu ao telescópio observar qualquer região do céu em um cone de 40 graus de visibilidade sobre o zênite local (entre -1 e 38 graus de declinação). A localização de Porto Rico perto do Trópico Norte permitiu que o telescópio Arecibo visse os planetas do Sistema Solar na metade norte de sua órbita. O tempo de luz de ida e volta para objetos além de Saturno é maior do que o tempo de 2,6 horas que o telescópio poderia rastrear uma posição celestial, evitando observações de radar de objetos mais distantes.

## Colapso
Em 19 de novembro de 2020, a National Science Foundation (NSF) anunciou a desativação da antena parabólica do Observatório depois que os danos na instalação se tornaram muito perigosos para consertar.
Finalmente em 1 de dezembro de 2020, a plataforma de equipamentos do radiotelescópio desabou, caindo de uma altura de 140 metros e danificando o domo da antena.

## Pesquisa e descobertas

A mensagem Arecibo com cor adicionada para destacar as partes separadas. A transmissão binária real não trazia nenhuma informação de cor.

Muitas descobertas científicas foram feitas com o observatório. Em 7 de abril de 1964, logo após seu início de operação, a equipe de Gordon Pettengill usou-o para determinar que o período de rotação de Mercúrio não era de 88 dias, como se pensava anteriormente, mas de apenas 59 dias. Em 1968, a descoberta da periodicidade do Pulsar do Caranguejo (33 milissegundos) por Richard V. E. Lovelace e outros forneceu a primeira evidência sólida de que estrelas de nêutrons existem. Em 1974, Hulse e Taylor descobriram o primeiro pulsar binário PSR B1913 + 16, uma realização pela qual receberam mais tarde o Prêmio Nobel de Física. Em 1982, o primeiro pulsar de milissegundo, PSR B1937+21, foi descoberto por Donald C. Backer, Shrinivas Kulkarni, Carl Heiles, Michael Davis e Miller Goss. Este objeto gira 642 vezes por segundo e, até a descoberta do PSR J1748-2446ad em 2005, foi identificado como o pulsar de rotação mais rápida.
Em 1980, Arecibo fez a primeira observação de radar de um cometa ao detectar com sucesso o cometa Encke. Em agosto de 1989, o observatório fotografou diretamente um asteróide pela primeira vez na história: 4769 Castalia. No ano seguinte, o astrônomo polonês Aleksander Wolszczan fez a descoberta do pulsar PSR B1257+12, que mais tarde o levou a descobrir seus três planetas em órbita. Estes foram os primeiros planetas extrasolares descobertos. Em 1994, John Harmon usou o Arecibo Radio Telescope para mapear a distribuição de gelo nas regiões polares de Mercúrio.
Em janeiro de 2008, a detecção de moléculas prebióticas metanimina e cianeto de hidrogênio foi relatada a partir de medições de espectroscopia de rádio do observatório da galáxia distante Arp 220 em uma explosão estelar.
De janeiro de 2010 a fevereiro de 2011, os astrônomos Matthew Route e Aleksander Wolszczan detectaram explosões de emissão de rádio da anã marrom T6.5 2MASS J10475385 + 2124234. Esta foi a primeira vez que a emissão de rádio foi detectada de uma anã T, que tem linhas de absorção de metano em sua atmosfera. É também a anã marrom mais fria (a uma temperatura de ~ 900 K) a partir da qual a emissão de rádio foi observada. As explosões de rádio altamente polarizadas e altamente energéticas indicaram que o objeto tem um campo magnético de força > 1,7 kG e atividade magnética semelhante ao planeta Júpiter e ao Sol.

### A mensagem de Arecibo
Em 1974, a mensagem de Arecibo, uma tentativa de comunicação com vida extraterrestre em potencial, foi transmitida do radiotelescópio para o aglomerado globular Messier 13, a cerca de 25 000 anos-luz de distância. O padrão de 1 679 bits de 1s e 0s definiu uma imagem de bitmap de 23 por 73 pixels que incluía números, bonecos, fórmulas químicas e uma imagem crua do telescópio.

### Projetos SETI e METI

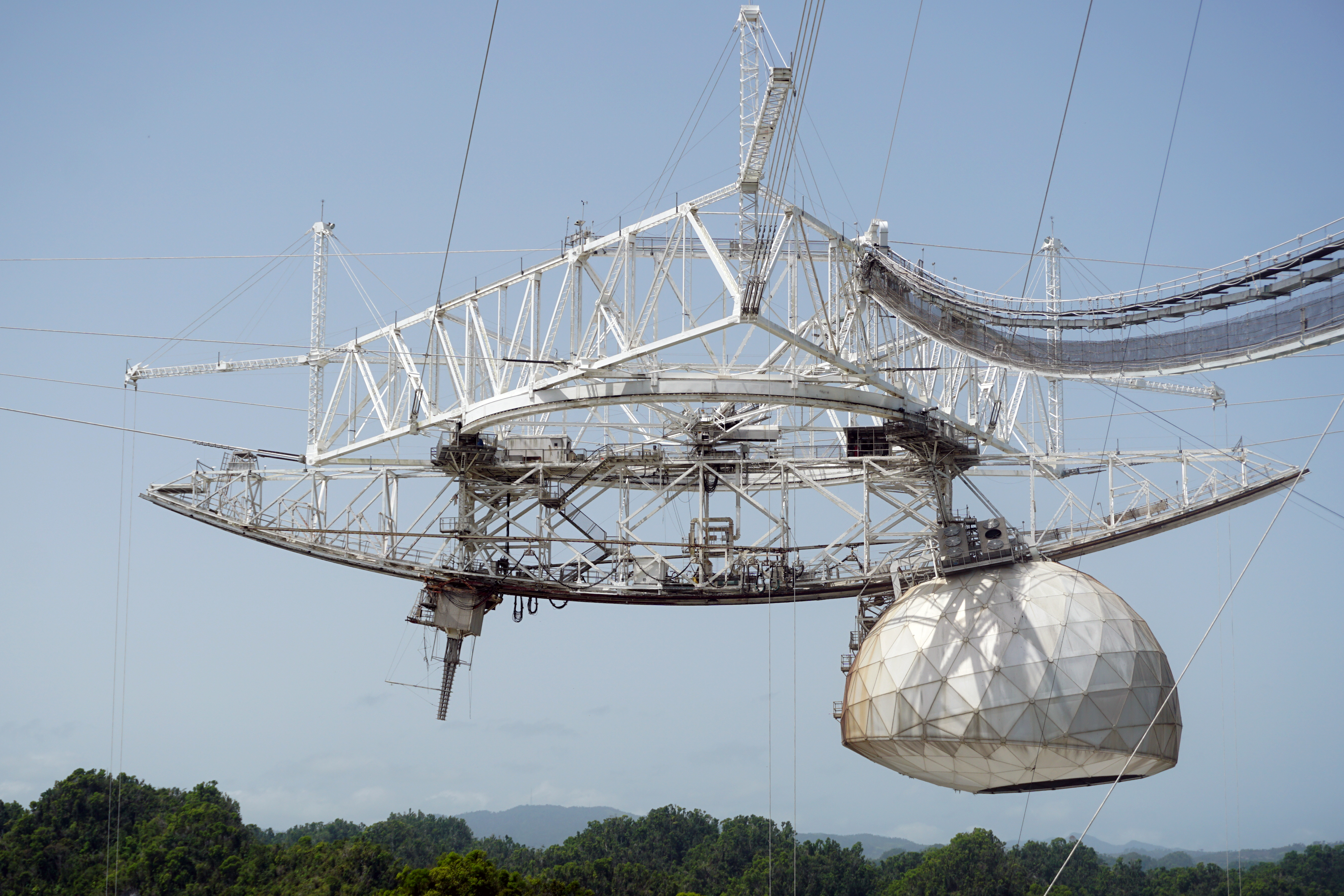
Uma visão detalhada do mecanismo de direção do feixe. A plataforma triangular no topo foi fixada e o braço de azimute girado abaixo dela. À direita estava o sub-refletor Gregoriano, e à esquerda estavam os restos da linha de alimentação de 96 pés (29 m) ajustada para 430 MHz (destruída pelo furacão Maria). Também à direita ficava a passarela e parte do guia de ondas retangular que trazia o sinal do transmissor radar de 2,5 MW 430 MHz até a região focal

Busca por inteligência extraterrestre (SETI) é a busca por vida extraterrestre ou tecnologias avançadas. O SETI tem como objetivo responder à pergunta "Estamos sozinhos no Universo?" escaneando os céus em busca de transmissões de civilizações inteligentes em outros lugares de nossa galáxia.
Em comparação, METI (mensagens para inteligência extraterrestre) refere-se à busca ativa pela transmissão de mensagens.
Arecibo é a fonte de dados para o SETI@home e Astropulse computação distribuída projetos apresentados pelo Laboratório de Ciências Espaciais na Universidade da Califórnia, Berkeley, e foi usado para observações do Projeto Phoenix do Instituto SETI. O projeto de computação distribuída Einstein@Home encontrou mais de 20 pulsares nos dados de Arecibo.

### Outros usos
Experimentos de astronomia terrestre em Arecibo incluíram o experimento Coqui 2, apoiado pela NASA O telescópio também tinha originalmente usos para inteligência militar, incluindo a localização de instalações de radar soviéticas por meio da detecção de seus sinais refletidos na lua.

Ocorreram operações de rádio amador limitadas, usando o salto da lua ou comunicação Terra-Lua-Terra, em que os sinais de rádio direcionados à Lua são refletidos de volta para a Terra. A primeira dessas operações foi de 13 a 14 de junho de 1964, usando a chamada KP4BPZ. Cerca de uma dúzia de contatos bidirecionais foram feitos em 144 e 432 MHz. Em 3 e 24 de julho de 1965, KP4BPZ foi novamente ativado em 432 MHz, fazendo aproximadamente 30 contatos em 432 MHz durante os slots de tempo limitados disponíveis. Para esses testes, um gravador de instrumentação de banda muito larga capturou um grande segmento da largura de banda de recepção, permitindo a verificação posterior de outros indicativos de estação de amador. Não eram contatos bidirecionais. De 16 a 18 de abril de 2010, novamente, o Arecibo Amateur Radio Club KP4AO conduziu uma atividade lunar usando a antena. Em 10 de novembro de 2013, o KP4AO Arecibo Radioamador Clube realizou uma Ativação Comemorativa dos Cinquenta Anos, com duração de sete horas em 14 250 MHz SSB, sem o uso da antena parabólica principal.

## Fim das operações
Após o colapso do seu principal instrumento em 2020, o observatório foi definitivamente fechado com o intuito de se tornar um centro de educação científica. No entanto, os planos para isso ainda não se concretizaram e o financiamento para manter as atuais operações esgotou-se. Depois de resistir a furacões, terremotos, cortes orçamentais e um encerramento induzido por uma pandemia, o icónico observatório fechou as suas portas em 14 de agosto de 2023.